# Zbigniew Hurnik
Zbigniew Hurnik (ur. 9 marca 1951 w Siemianowicach Śląskich) – polski szachista, kolekcjoner szachów.

## Życiorys
W 1969 roku ukończył Wydział Mechaniczny Śląskich Technicznych Zakładów Naukowych w Katowicach, w latach 1969-1974 studiował na Wydziale Techniki Uniwersytetu Śląskiego. Po studiach podjął pracę w firmie „Polkon” w Katowicach jako Kierownik Działu Mechaniczno-Energetycznego.

## Kariera szachowa
W latach 1961–1966 uczestniczył w Szkolnych Olimpiadach Szachowych w Pałacu Młodzieży w Katowicach. 
Od 1964 roku był zawodnikiem pierwszoligowego klubu „Start” w Katowicach, uczniem szkółki szachowej trenera Wacława Łuczynowicza, wielokrotnym uczestnikiem Mistrzostw Polski juniorów w latach 1968-1971. Trenował i był sekundantem drużyn juniorów KS. „Start” oraz pełnił funkcję Sekretarza Zarządu Klubu. W sezonie 1974/1975 był instruktorem Sekcji Szachowej AZS Uniwersytetu Śląskiego.
Wielokrotny uczestnik turniejów krajowych i zagranicznych, m.in. Pula, Skopje, Wiedeń, Hallein, Trinec, Halle, Budapeszt, Praga. Reprezentant Polski Drużyn Spółdzielczych – Ułan Bator 1982. Wicemistrz Polski Drużynowych Mistrzostw Polski Augustów 1975, wicemistrz Polski DMP Turniej Błyskawiczny Bydgoszcz 1975, III miejsce DMP Ciechocinek 1976, III miejsce DMP Turniej Błyskawiczny Bydgoszcz 1981.
W latach 90. dwudziestego wieku wspólnie z Karolem Zieleźnikiem oraz Mirosławem Gnieciakiem współorganizował turnieje szachowe z udziałem zaproszonych gości honorowych; m.in. mistrzów Świata Borysa Spasskiego oraz Garri Kasparowa, z którym rozegrał partię.
Członek Komisji Klasyfikacji i Ewidencji Polskiego Związku Szachowego.
Jest współautorem książki Śląskie Ciekawostki Szachowe przedstawiającej szachy na Śląsku w dwóch językach śląskim i polskim.
Odznaczony Złotą i Srebrną Odznaką Honorową PZSZach.